# Ukraiinsk
Ukrainsk este un oraș din Ucraina.